# Teodora Raulena
Teodora Comnena Paleóloga Cantacuzena Raulena (em grego: Θεοδώρα Κομνηνή Καντακουζηνή Παλαιολογίνα Ραούλαινα; romaniz.: Theodóra Komniné Kantakouziní Palaiologína Raoúlaina; c. 1240- 6 de dezembro de 1300), melhor conhecida somente como Teodora Raulena, foi uma nobre bizantina, a sobrinha do imperador Miguel VIII Paleólogo (r. 1259–1282).
Viúva duas vezes, ela colidiu com seu tio sobre sua política religiosa unionista, e tornou-se freira. Ela também restaurou o mosteiro de Santo André pelo Julgamento, para onde transferiu as relíquias do patriarca Arsênio Autoriano. Altamente educada, era membro dos círculos literários da capital, no final do século XIII.

## Biografia

### Família e começo da vida

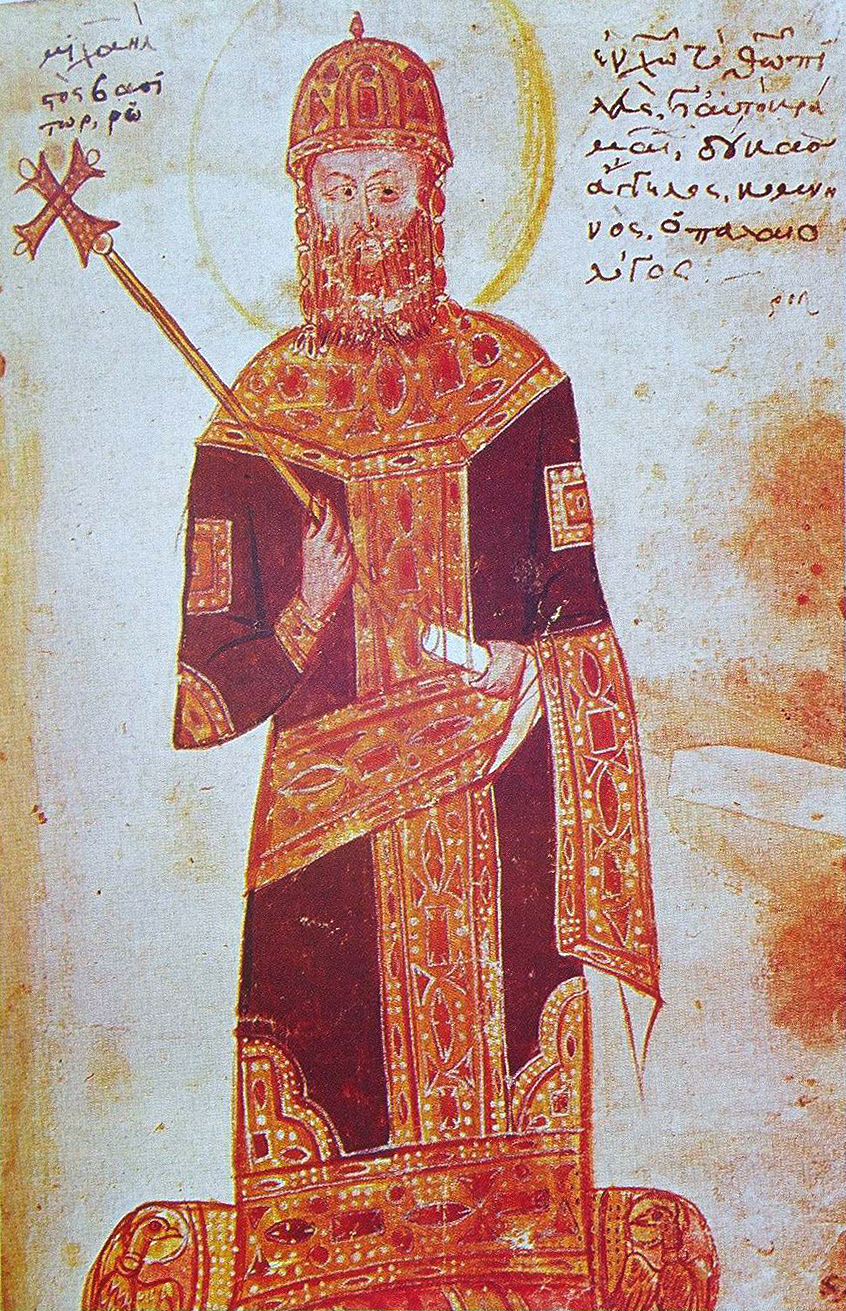

Teodora nasceu por volta de 1240 no Império de Niceia, sendo a terceira filha de João Comneno Ângelo Cantacuzeno e Irene Comnena Paleóloga. Seu pai foi pincerna e depois duque do Tema Tracesiano, enquanto sua mãe foi a segunda filha do grande doméstico Andrônico Ducas Comneno Paleólogo e, portanto, irmã do futuro imperador Miguel VIII Paleólogo (r. 1259–1282). Após a morte de seu marido (algum ponto antes de 1257), ela tornou-se uma freira com o nome Eulógia. Teodora tinha três outras irmãs, Ana, Maria e Eugênia. Ana casou-se com o déspota do Epiro Nicéforo I Comneno Ducas (r. 1267/1268–c. 1297), e tornou-se regente após sua morte. Maria casou-se com o tsar Constantino Tico I da Bulgária (r. 1257–1277), enquanto Eugênia casou-se com o cumano grande doméstico Sirgianes, e foi a mãe de Sirgianes Paleólogo.
Em 1256, Teodora casou-se com Jorge Muzalon num casamento arranjado pelo imperador Teodoro II Láscaris (r. 1254–1258). Muzalon era de origem humilde, mas tinha sido elevado ao alto posto de protovestiário pelo favor do imperador bizantino, que era seu amigo desde a infância. O casamento, assim como outros casos envolvendo os "homens novos", era projeto de Teodoro como um meio de elevar o status de seus protegidos de origem humilde. No entanto, estas políticas antiaristocráticas de Teodoro, fizeram com que ele ganhasse a hostilidade das famílias nobres tradicionais. Na morte de Teodoro, em agosto de 1258, Muzalon tornou-se o regente do imperador João IV Láscaris (r. 1258–1261), mas foi assassinato por soldados, juntamente com outros membros familiares num golpe de Estado, organizado pelos aristocratas, apenas alguns dias depois, durante um serviço memorial para o imperador morto. A força motriz por trás da conspiração dos aristocratas foi Miguel Paleólogo, tio de Teodora, que rapidamente sucedeu Muzalon como regente e foi coroado coimperador no começo de 1259. Durante o golpe, Teodora só reagiu aos assassinatos indo a seu tio para pedir que poupasse seu marido. Miguel a reprovou, e disse-lhe para ficar em silêncio para que ela não partilhasse seu destino.
Em 1261, após a recaptura de Constantinopla por Miguel VIII e sua coroação como imperador único do Império Bizantino restaurado, Teodora foi casada novamente com o recém-promovido protovestiário João Raul Petralifa, um descendente da nobre família Raul e oficial militar sênior. No ano da morte de seu marido, cerca de 1274, ela deu à luz duas filhas, Irene e Ana. Além destas, Teodora ainda teve com João outro filho, o grande estratopedarca Aleixo Raul.

### Choque com Miguel VIII

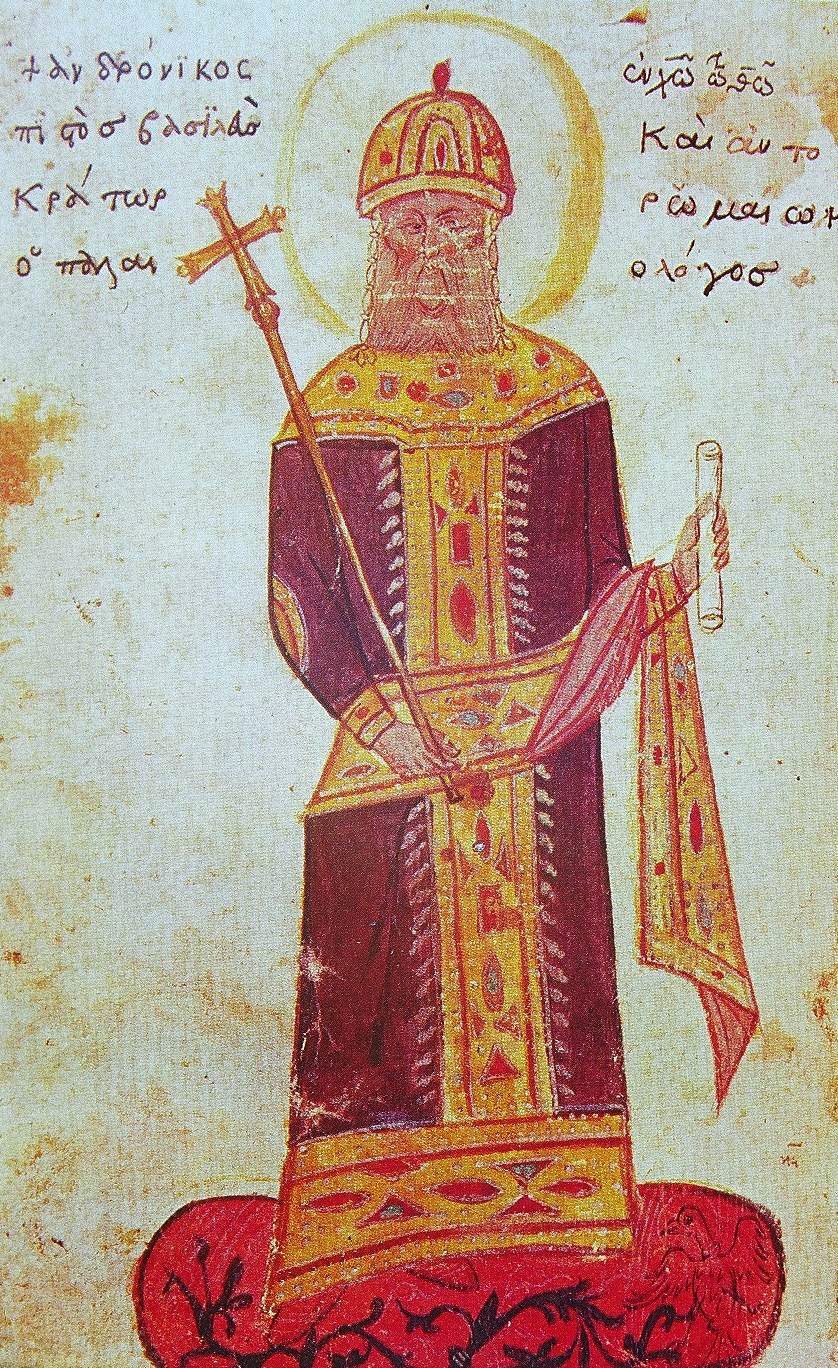

Seguindo a prática usual para as mulheres nobres da época, quando morreu seu segundo marido, Teodora retirou-se para um mosteiro. Foi neste momento, que ela adquiriu proeminência pública através da questão que dividiu a sociedade bizantina: a questão da União com a Igreja Católica.
Mesmo desde a recuperação de Constantinopla, a posição de Miguel VIII foi precária: a ameaça de um esforço latino renovado para retomar a cidade de volta estava sempre presente, e se intensificou com o ascensão do ambicioso Carlos de Anjou com a dominação do sul da Itália e sua intenção de restaurar o Império Latino sob sua égide. O único poder que poderia evitar esse tipo de ataque era o papado, e assim Miguel envolveu-se em negociações para a União das Igrejas, que finalmente deu frutos em 1274, no Segundo Concílio de Lyon. A União, contudo, e as concessões vinculadas ao papado em matéria de doutrina, eram profundamente impopulares entre os bizantinos, e agravou as relações já tensas com o clero ortodoxo por conta da demissão do patriarca Arsênio Autoriano, que tinha excomungado o imperador por sua usurpação do trono de João IV Láscaris.
A oposição acerca da União emergiu mesmo dentro da própria família de Miguel: entre os dissidentes mais fanáticos estava a mãe de Teodora, Irene, uma vez a irmã favorita de Miguel. Teodora firmemente apoiou sua mãe, juntamente com Manuel e Isaac Raul, irmão de seu falecido marido João. Por causa de suas atividades antiunionistas, mãe e filha foram exiladas na fortaleza de São Jorge na costa do mar Negro em 1277. Irene, contudo, foi capaz de escapar de sua prisão para a corte de sua irmã Maria, agora imperatriz-consorte na Bulgária, de onde ela mesma arquitetou uma coalizão militar com os mamelucos para derrubar seu irmão.

### Atividades sob Andrônico II

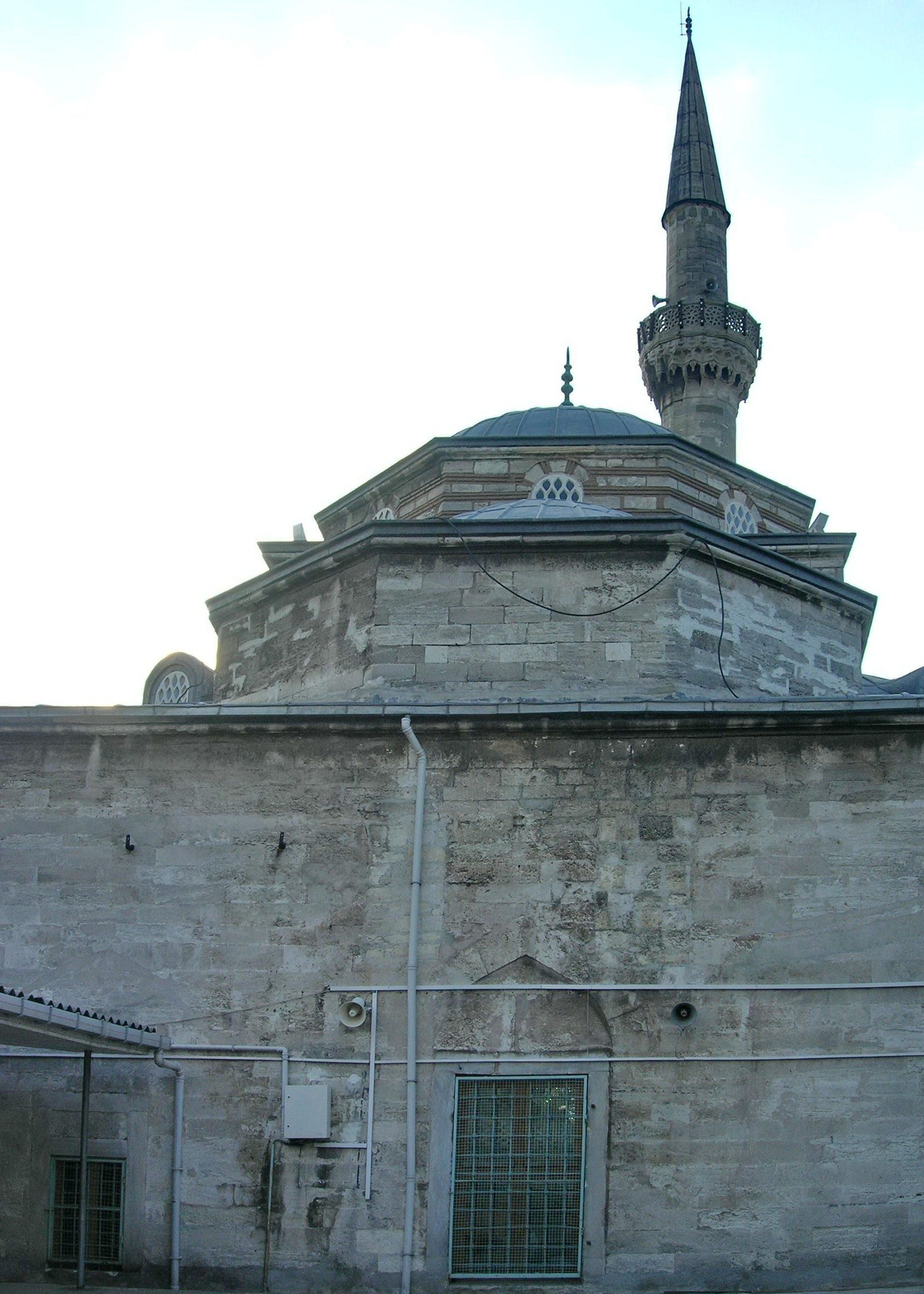
Mosteiro de Santo André pelo Julgamento, atual Mesquita de Koca Mustafá Paxá

O exílio de Teodora durou até a morte de Miguel em 1282. Seu filho e sucessor, Andrônico II Paleólogo (r. 1282–1328) derrubou as políticas religiosas em relação à União. A problema dos arsenitas, os apoiantes do deposto patriarca Arsênio, que recusou reconhecer seus sucessores, permaneceu. Andrônico II tentou mediar, e convocou o Concílio de Adramício em 1284. Ambas Teodora e sua mãe participaram, mas falharam em amenizar o cisma. Teodora era uma arsenita, mas mais moderada do que sua mãe. Na verdade, ela formou um vínculo estreito com o novo patriarca, Gregório II, cujas habilidades escolásticas ela admirou e que se tornaria seu pai espiritual.
Teodora e sua irmã Ana retornaram para Constantinopla após o concílio, enquanto sua mãe permaneceu em Adramício, onde ela morreu pouco depois no mesmo ano. Por volta da mesma época, Teodora renovou o Mosteiro de Santo André pelo Julgamento em Constantinopla e transformou-o num convento; Máximo Planudes celebra seu patrocínio na restauração num epigrama de 18 versos que ele a deu juntamente com um retrato representando-a oferecendo um modelo do mosteiro para o santo. Para lá, ela transferiu as relíquias do patriarca Arsênio (que tinha morrido em 1273) de Santa Sofia, e gastou o restante de sua vida devotada e seus deveres monásticos e atividades acadêmicas. Em 1289, quando seu amigo, o patriarca Gregório II, resignou, ela lhe deu refúgio na chamada mansão Aristina, que ficava o lado do mosteiro de Santo André.
A última ação pública de Teodora veio em 1295. Com base em seus sucessos contra os turcos e o descontentamento dos habitantes da Ásia Menor com os paleólogos, o general Aleixo Filantropeno declarou-se imperador. Teodora foi enviada pelo imperador Andrônico II, junto com seu cunhado Isaac Raul, que havia estado envolvido numa conspiração fracassada onde foi cegado, para tratar com ele e convencê-lo a se render. Sua embaixada falhou, e Filantropeno foi logo depois traído e cegado. Nada mais se sabe de sua vida até sua morte, em 6 de dezembro de 1300.

## Envolvimentos literários
Teodora, principalmente após renovar o Mosteiro de Santo André pelo Julgamento, manteve uma ativa vida acadêmica. Embora não existam registros de onde, como ou por quem ela foi educada, é certo seu vasto conhecimento em literatura grega clássica. Manteve contato com outros estudiosos de seu tempo como Máximo Planudes, Manuel Holóbolo e Nicéforo Cumno, como notado através de cartas endereçadas a ela; através duma das cartas de Nicéforo sabemos que ela solicitou que ele emprestasse seu manuscrito da obra aristotélica Meteorológicos com os comentários de Alexandre de Afrodísias. Com Máximo, em especial, manteve estreitas ligações, pois este na condição de um dos poucos conhecedores de latim da sociedade bizantina de seu tempo atuava como professor e copista de obras latinas para o grego, um dos interesses de Teodora; numa carta Máximo solicita que Teodora utilize de sua influência sobre Arsênio Autoriano para que ele devolva um manuscrito sobre harmônicos que havia permanecido com ele quando este saiu de Constantinopla.
Para satisfazer seu interesse por livros, trabalhou na cópia de inúmeros livros para uso próprio. Dentre as obras copiadas estão o manuscrito das Orações de Élio Aristides (agora no Vaticano), um manuscrito de Tucídides e o comentário de Simplício da Cilícia acerca da obra Física de Aristóteles. Além disso a ela também são creditados a produção de dois poemas dodecassílabos encontrados em sua cópia de Simplício onde ressalta seu apreço por seu trabalho de copista e o sangue nobre de sua família, bem como duas hagiografias dos santos do século IX Teodoro e Teófanes. Quinze códices litúrgicos nos quais está assinado "Ateliê da Paleóloga", é um indício de que Teodora havia comissionado estas obras.
Proprietária duma grande biblioteca, foi inúmeras vezes requisitada devido aos manuscritos contidos nela. Numa das cartas sobreviventes de Gregório II, ele menciona que a biblioteca de Teodora havia ficado maior do que a sua. Pouco depois da morte deste último, Teodora presenteou o monastério de Santo Atanásio no monte Atos com o manuscrito Comentários dos Quatro Evangelhos, agora em Paris, do arcebispo Teofilacto de Ácrida.